# Amy Robsart (pièce de théâtre)
Pour les articles homonymes, voir Amy Robsart.
Amy Robsart est une pièce de théâtre française publiée en 1828, écrite par Victor Hugo, inspirée du personnage historique du même nom. Elle se compose de cinq actes. Il s'agit d'un drame, inspiré d'un roman de Walter Scott, Kenilworth publié en 1821.

## Composition
En 1822, Hugo s'associe avec Alexandre Soumet, un partisan d'une rénovation modérée du théâtre, pour adapter à la scène le roman de Walter Scott, Kenilworth. Ce roman reprend un thème qui fit fortune dans les dernières années du XVIIIe siècle et les premières du XIXe siècle, celui de la séduction d'une jeune fille par un grand seigneur et du mariage clandestin entre Eugène de Beaumarchis et Emilia Galotti de Lessing.
Son associé Soumet ne paraît pas satisfait de l'adaptation et se retire de l'opération. Hugo laisse son texte en sommeil. Des années plus tard, en 1827, après le succès de la Préface de Cromwell, Hugo a envie de tenter l'expérience de la scène avec un drame qui pourrait être romantique. Il remanie et prolonge son texte, en changeant le prénom de l'héroïne (d'Emilia elle devient Amy), mais surtout en donnant une importance exceptionnelle à un personnage, celui de Flibbertiggibbet.

## Accueil du public
Hugo, intimement persuadé que l'œuvre était un peu bâtarde, fait signer son beau-frère Paul Foucher. La pièce est mal reçue et sifflée. Une bordée d'injures accueillit ce Flibbertigibbet (en) vraiment excessif pour des gens qui refusaient tout grotesque. Hugo devant le désastre fit front et se dévoila (13 février 1828).
La pièce fut mise dans un placard, ce qui n'empêcha pas Hugo de reprendre dans son œuvre nombre de détails de Amy Robsart, depuis les références aux œuvres littéraires jusqu'au découronnement du favori, en passant par la célèbre scène des portraits.
La pièce ressortit de manière posthume en 1889, arrangée par Vacquerie (édition Hetzel et Quantin).